# علي الله
علي الله هو دين توفيقي مُغالي يُمارَس في أجزاء من منطقة لرستان والقوقاز وهو يجمع بين عناصر الإسلام الشيعي والأديان القديمة. يُركز على الاعتقاد بأن هناك تجسيدات متعاقبة للإله عبر التاريخ، ويحتفظ علي الله باحترام خاص لعلي، صهر النبي محمد، والذي يعتبر أحد هذه التجسيدات. وقد نسبت طقوس مختلفة إلى علي الله، على غرار اليزيديين، والأنصار، وجميع الطوائف التي لا يعرف عقيدتها السكان المسلمون والمسيحيون المحيطون. وقد وصفها المراقبون بأنها تجمع لعادات وطقوس العديد من الديانات السابقة، بما في ذلك الزرادشتية، تاريخيًا لأن سجلات الرحلات كانت "واضحة أنه لا يوجد قانون محدد يمكن وصفه بأنه علي الله".
في بعض الأحيان، يستخدم مصطلح علي الله كمصطلح عام للعديد من الطوائف التي تحترم علي أو تقدسه، مثل الكيسانيين، أو العلويين، أو أهل الحق (اليارسانيين).
تتكون مجموعة من الكاراباخ في طشقند بشكل أساسي من أتباع علي الله.

## فيدبستان مذاهب
يقدم كتاب "دبستان المذاهب" (مدرسة الأديان)، وهو كتاب فارسي من القرن السابع عشر عن الديانات في جنوب آسيا، علي الله كطائفة تحترم محمدًا وعليًا وتتجاهل القرآن، لأنه جُمع في عهد عثمان بن عفان. وقيل إن أعضاءها يتجنبون قتل الحيوانات ويعتقدون أن القواعد التي تسمح بقتل بعض الحيوانات قد وضعها أبو بكر وعمر وعثمان وأتباعهم.